# Live Again
Live Again è un album discografico dal vivo della rock band statunitense REO Speedwagon, pubblicato dalla casa discografica Epic Records nel 1978.
Si tratta di un'esibizione live del gruppo presso lo studio Sound City di Los Angeles per un programma radiofonico dell'emittente KWST.
L'album fu pubblicato in pochi esemplari e non venduto al pubblico in quanto destinato alle sole stazioni radio.

## Tracce
Lato A
1. Son of a Poor Man – 4:22 (Gary Richrath)
2. (I Believe) Our Time Is Gonna Come – 4:48 (Kevin Cronin)
3. Flying Turkey Trot – 2:32 (Gary Richrath)
4. Keep Pushin' – 3:40 (Kevin Cronin)

Lato B
1. Ridin' the Storm Out – 4:39 (Gary Richrath)
2. Piano Interlude – 0:35
3. 157 Riverside Avenue – 11:05 (Gary Richrath, Gregg Philbin, Neal Doughty, Alan Gratzer, Terry Luttrell)

## Formazione
- Kevin Cronin - voce solista, chitarra ritmica
- Gary Richrath - chitarra solista
- Neal Doughty - tastiere, pianoforte
- Gregg Philbin - basso
- Alan Gratzer - batteria[2]

Note aggiuntive
- Rick Swig e Frank Rand - produttori[3]